# Trelleborgs FF (damer)
Trelleborgs FF, är en damfotbollsförening i Trelleborg som spelar i Elitettan 2025. 
Efter många år i lägre divisioner inledde Trelleborg sin elitsatsning på damsidan inför säsongen 2017, med målet att ta sig från Division 2 till Elitettan. Vilket man lyckades med. 
Efter att ha placerat sig som tvåa i tabellen i Elitettan 2023 flyttades laget upp till Damallsvenskan 2024. Under säsongen lyckades Trelleborg dock inte vinna en match och stannade på 3 poäng i tabellen efter tre oavgjorda matcher och tjugotre förluster.
Försvararen Viktoria Persson och anfallaren Alice Egnér lämnade klubben efter säsongen.

## Spelartruppen
| Nummer      | Land      | Spelare                  | Födelsedatum      | Kom från        | Moderklubb      |           |
| Målvakter   | Målvakter | Målvakter                | Målvakter         | Målvakter       | Målvakter       | Målvakter |
| ----------- | --------- | ------------------------ | ----------------- | --------------- | --------------- | --------- |
| 1           | Sverige   | Ebba Steen               | 27 juli 2004      | Södra Sandby FF | Södra Sandby FF |           |
| 15          | USA       | Halle Mackiewicz         | 24 september 2001 | Clemson Tigers  |                 |           |
| 31          | Sverige   | Emma Svensson            | 24 april 1998     | Malmö FF        | Dalby GIF       |           |
| Försvarare  |           |                          |                   |                 |                 |           |
| 2           | Sverige   | Ida Matilda Garmfors     | 30 mars 2005      | Södra Sandby IF | Södra Sandby IF |           |
| 3           | Sverige   | Thea Birgerud            | 2 februari 1999   | GIF Nike        | Växjö DFF       |           |
| 5           | Sverige   | Saga Ollerstam           | 30 mars 1998      | Borgeby FK      | IFK Klagshamn   |           |
| 18          | Sverige   | Olivia Strid             | 26 juli 2000      | Jitex BK        | Lerums IF       |           |
| 20          | Sverige   | Lova Sternfeldt          | 5 juni 2003       | Ulricehamns FK  | Bergdalens IK   |           |
| 21          | Sverige   | Edina Filekovic          | 31 december 1998  | FC Rosengård    | FC Malmö        |           |
| Mittfältare |           |                          |                   |                 |                 |           |
| 4           | Sverige   | Athinna Persson Lundgren | 3 april 2003      | Husie IF        | FC Rosengård    |           |
| 18          | Sverige   | Erica Persson Welin      | 2 september 2005  | BK Höllviken    | Malmö FF        |           |
| 19          | Sverige   | Irmeli Jonsson           | 15 januari 2000   | IF Hallby       | IFK Norrköping  |           |
| 35          | Sverige   | Elina Lenir              | 1 maj 2000        | Husie IF        | IK Uppsala      |           |
| Anfallare   |           |                          |                   |                 |                 |           |
| 6           | Sverige   | Rio Strand               | 14 september 2003 | BK Höllviken    | FC Rosengård 2  |           |
| 9           | Sverige   | Sofie Rewucha            | 8 september 1997  | Ullareds IK     | IS Halmia       |           |
| 10          | Sverige   | Hanna Person             | 26 januari 1996   | Vellinge IF     | IK Uppsala      |           |
| 11          | Sverige   | Moa Persson              | 14 mars 2002      | Haverdal IF     | Vittsjö GIK     |           |
| 12          | Sverige   | Thelma Persson Welin     | 28 januari 2008   | BK Höllviken    | Malmö FF        |           |
| 22          | Sverige   | Jennifer Lilliehök       | 22 december 2000  | IFK Lammhult    | IFK Värnamo     |           |
| 23          | Sverige   | Linnea Prambrant         | 8 april 1999      | Skepplanda BTK  | Bergdalens IK   |           |

Den 18 november 2024 tillkännagavs att de centrala mittfältarna Cheilla Betina Ineza och Klara Kempe Kivi samt de offensiva mittfältarna Isolde Kackur och Isabella Svanström provspelat för klubben som potentiella värvningar inför kommande säsong.

### Stab
- Joakim Felldin, huvudtränare
- Magnus Säll, assisterande tränare
- Hans Malmgren, assisterande tränare
- Lovisa Bergvall, assisterande tränare[10]
- Azel Szabo, målvaktstränare
- Robert Prytz, fystränare
- Sinan Emin, läkare
- Louise Cronstedt, sjukgymnast